# Népomucène Lemercier
Louis Jean Népomucène Lemercier, född den 20 april 1771, död den 7 juni 1840, var en fransk författare.
Lemercier diktade som epiker i pseudoklassicitetens stil, där han hade föga framgång. Dessto större framgångar hade han inom dramatiken med ansatser till brett, romantiskt historieskådespel. Av Lemercier föreligger även en rad litteraturhistoriska föreläsningar, Cours analytique de littérature générale (4 band, 1817).